# St. Vitus (Groß Giesen)

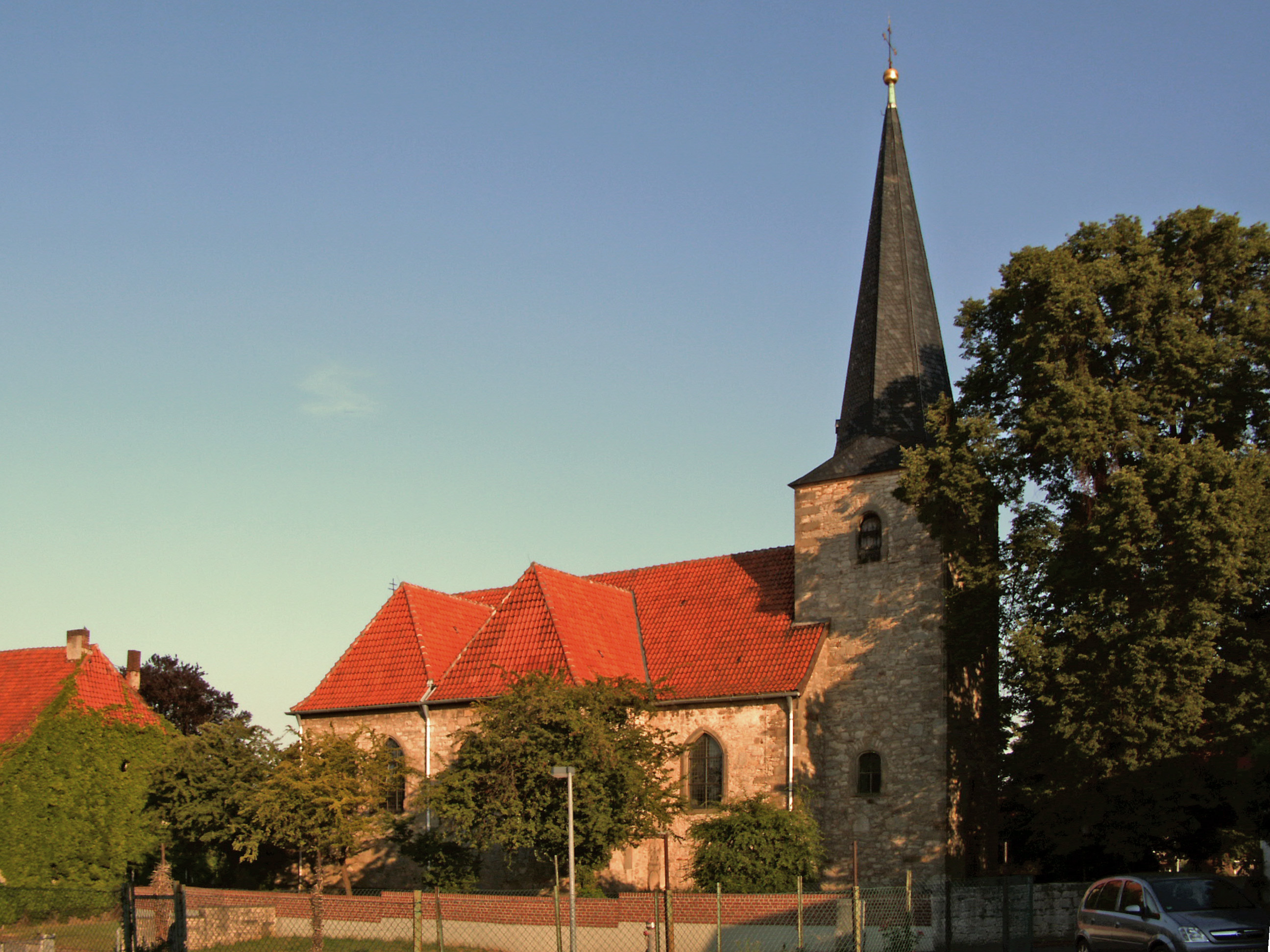
Pfarrkirche St. Vitus

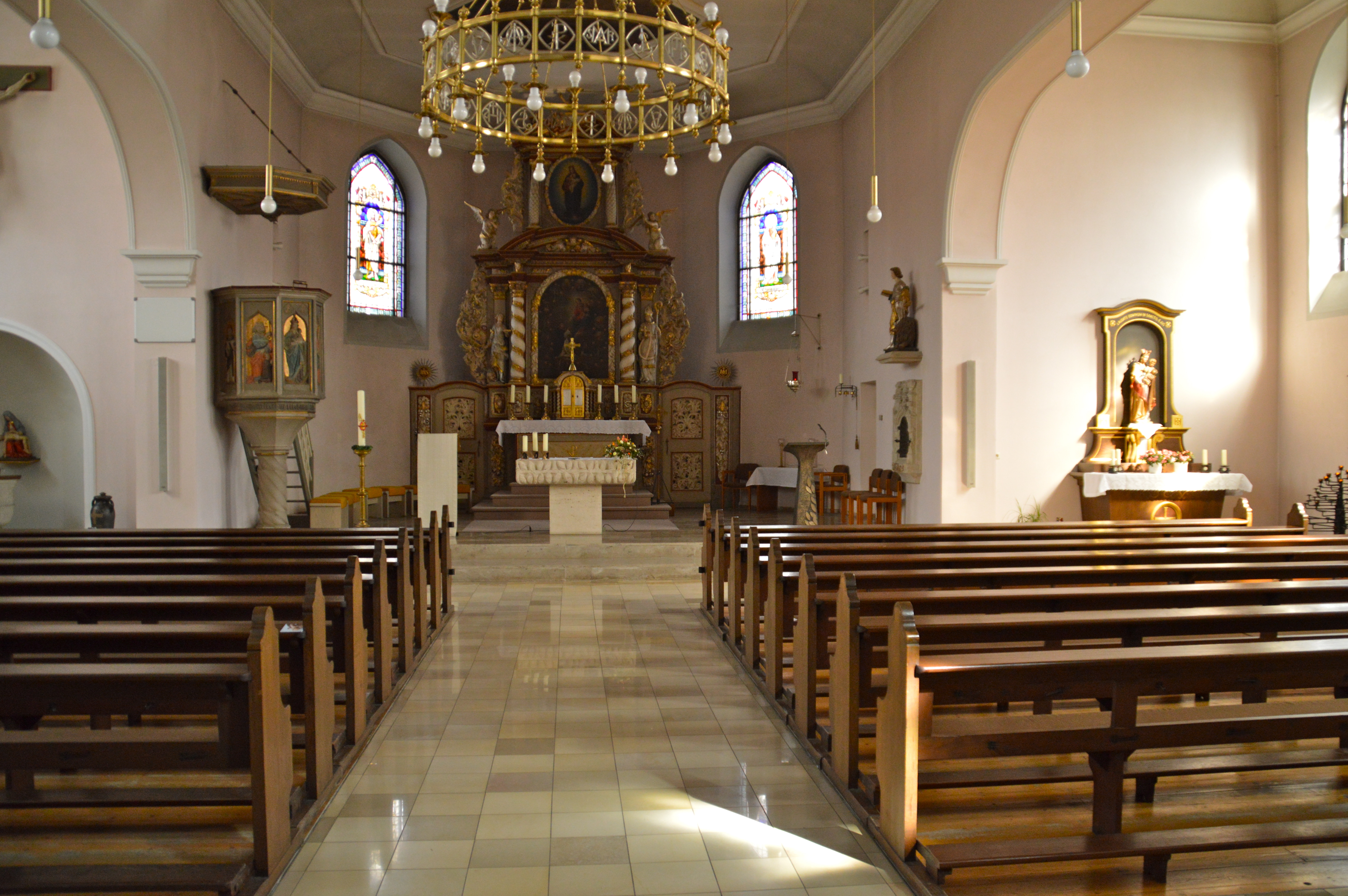
Innenansicht

St. Vitus ist eine römisch-katholische Pfarrkirche in der Gemeinde Giesen im niedersächsischen Landkreis Hildesheim. Ihre gleichnamige Pfarrgemeinde gehört zum Dekanat Borsum-Sarstedt des Bistums Hildesheim.

## Geschichte
In einer Urkunde des Mauritiusstiftes aus dem Jahre 1147 wird Groß Giesen mit dem Namen Jesen genannt. Weitere Ortsbezeichnungen im 12. bis 13. Jahrhundert waren superiori jesen, Gesen, Gesim und echt Gysen.
Im Jahre 1235 wurde das vermutlich als Eigenkirche eines Adligen erbaute Gotteshaus durch Ritter Dietrich von Depenau dem Godehardikloster übertragen. Das Patronatsrecht stand daher dem Benediktinerkloster zu, das letztendlich bei der Ausübung seiner Rechte nur dem Groß Förster Archidiakon (iudex ordinarius) verantwortlich war. Zuvor wird für das Jahr 1227 ein Pfarrer urkundlich bestätigt. Als sich im 14. Jahrhundert das Godehardikloster in wirtschaftlichen Schwierigkeiten befand, wandte es sich mit der Bitte, die Pfarrei und das Gotteshaus in Groß Giesen zu übernehmen, an Papst Martin V., der 1424 der Bitte stattgab. Mit dem päpstlichen Zuspruch über die incorporatio quod temporalia et spiritualia betreuten Patres des Klosters die dortige Pfarrstelle. Trotz des St. Vitus-Patroziniums lässt sich die Bauzeit des Gotteshauses nicht exakt bestimmen. Die Verehrung des Heiligen Vitus im Bistum Hildesheim hatte bereits nach der Übergaben seiner Reliquien im Jahre 836 aus Saint Denis an das Kloster Corvey begonnen. Da eine Eigenkirchengründung im Bann Förste durch den Adel als Konkurrenz zur bischöflichen Archidiakonatskirche St. Pankratius nicht ausgeschlossen werden kann, lässt sich die Entstehungszeit der Kirche im 12. bis 13. Jahrhundert lediglich vermuten. Der Pfarrbezirk von St. Vitus umschloss wahrscheinlich bis in das 16. Jahrhundert hinein die Ortschaften Klein Beelte und Groß Beelte Zur Erinnerung an diese vermutlich während der Hildesheimer Stiftsfehde oder schon früher untergegangenen Ortschaften, wurden 1929 die Patrozinien von St. Nikolaus in Groß Beelte und St. Bernward in Klein Beelte als Nebenpatrone von der Groß Giesener St. Vitus-Kirche übernommen.
In der Regierungszeit des mit der Reformation sympathisierenden Hildesheimer Bischofs Friedrich von Holstein wurde die Pfarrstelle vom Amt Steuerwald aus mit einem evangelischen Prädikanten besetzt. Nachdem Burchard von Oberg Bischof von Hildesheim wurde, versuchte er, in den Pfarreien des Amtes Steuerwald den katholischen Glauben wieder aufzubauen. Dass der evangelische Geistliche dennoch bis 1571 in der Pfarrei bleiben durfte, lag vermutlich an der Missachtung der bischöflichen Verordnung durch den Amtmann des Hauses Steuerwald. Für das Jahr 1573 wird wieder ein katholischer Pfarrer bestätigt. Erneute Veränderungen in der Besetzung der Pfarrstelle traten während der schwedischen Besetzung des Stiftgebietes ein, in der zwei evangelische Geistliche Groß Giesen betreuten. Im Dreißigjährigen Krieg wurde die Pfarrkirche St. Vitus vermutlich stark beschädigt oder zerstört. Sie wurde von 1672 bis 1675 neu errichtet. Im Jahre 1929 folgte ein Erweiterungsbau. Von 1973 bis 1975 wurde die Kirche renoviert und nach dem Zweiten Vatikanischen Konzil umgestaltet.
Die Entwicklung der Pfarrgemeinde ist seit dem Mittelalter klar strukturiert. Bereit im 12. Jahrhundert gehörte St. Vitus nachweislich zum Archidiakonat Förste und besaß nach heutigen Verständnis die Rechte einer Pfarrei. Mit der Zirkelordnung des Bistums Hildesheim verblieb die Pfarrei 1760 im Förster Zirkel. Als das Bistum 1838 durch seine Dekanatseinteilung eine neue Struktur erhielt, blieb sie im Dekanat Förste. 2014 wurde Giesen dem neuen Dekanat Borsum-Sarstedt zugeordnet.
Am 1. November 2014 wurde die Pfarrgemeinde St. Vitus mit Sitz in Giesen errichtet, zu der die Filialkirchen St. Martin in Klein Giesen, St. Pankratius in Groß Förste, St. Johannes Baptist in Klein Förste, St. Andreas in Hasede, St. Maria und St. Peter und Paul in Ahrbergen gehören. Pfarrkirche ist St. Vitus in Groß Giesen.

## Architektur und Kirchenanlage
Die St. Vitus-Kirche in Groß Giesen liegt im nördlichen Areal des Dorfes auf dem erhöhten Friedhofsareal, das östlich und nördlich von einer Backsteinmauer des 19. Jahrhunderts und südlich sowie westlich von einer barocken Bruchsteinmauer eingefasst ist. Die Eingangssituation befindet sich an der Südostecke und wird über eine Sandsteintreppe und kugelbekrönte Torpfeiler erschlossen. Zum denkmalgeschützten Ensemble der Kirchenanlage gehört außerdem das Gefallenendenkmal südlich des Kirchengebäudes.
Der einschiffige Kirchenbau mit Bruchsteinfassaden ist inschriftlich 1672–1675 datiert und weist einen Westturm mit Knickhelm auf. 1929 erfolgte unter dem Kirchenarchitekten Richard Herzig eine östliche dreischiffige Erweiterung, die sich im Äußeren mit abgewalmten Dächern querhausähnlich zeigt. Im Mittelschiff befinden sich sechs Deckengemälden aus der Zeit um 1675. Weitere historische Ausstattungsstücke sind der Hochaltar ist aus dem frühen 18. Jahrhundert, der 1587 datierte Taufstein sowie aus der Zeit um 1520 stammende Korpus der Kanzel aus der ehemaligen Nikolaikapelle in Hildesheim.